# Ophiomyia delphinii
Ophiomyia delphinii är en tvåvingeart som beskrevs av Friedrich Georg Hendel 1928. Ophiomyia delphinii ingår i släktet Ophiomyia och familjen minerarflugor.
Artens utbredningsområde är Kroatien. Inga underarter finns listade i Catalogue of Life.